# Catedral de Amberes

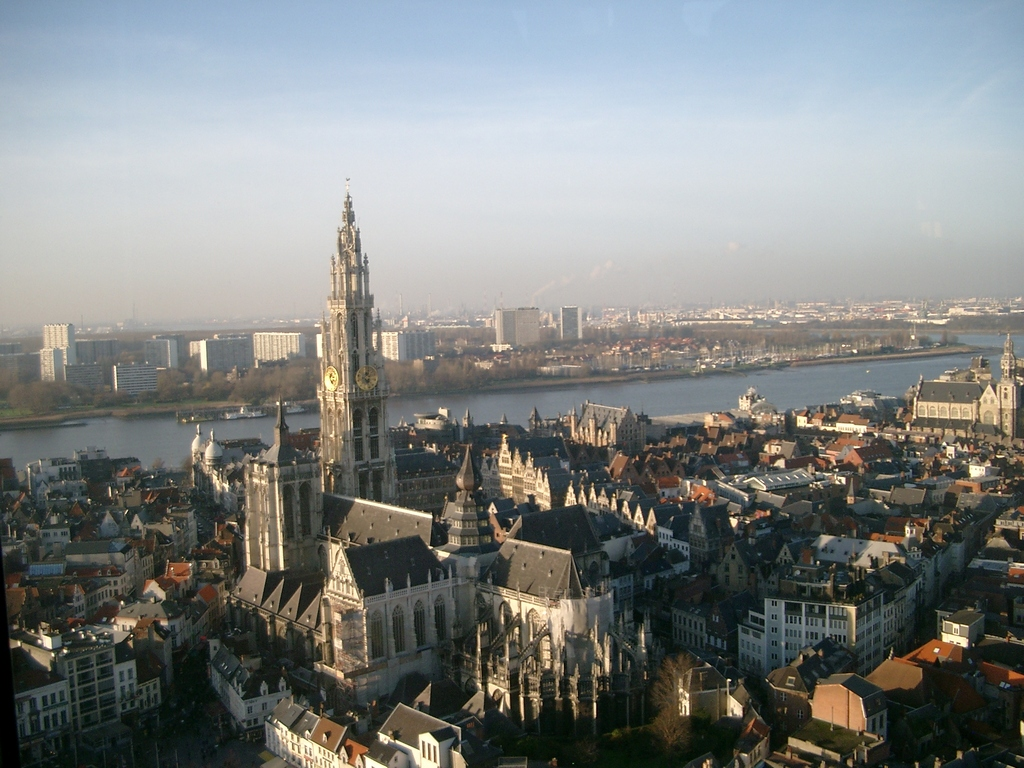
Vista aérea de la catedral

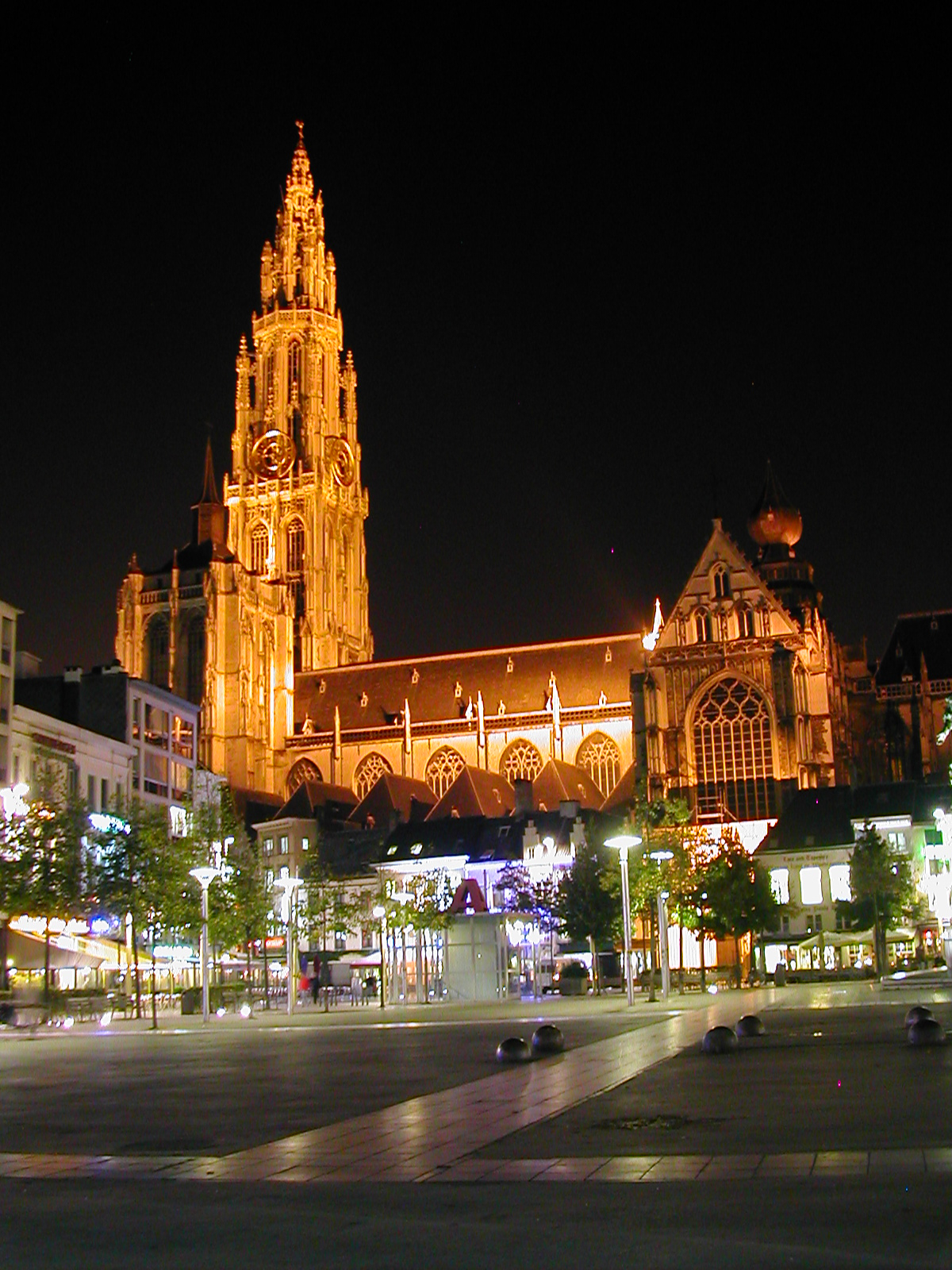
Vista de la catedral

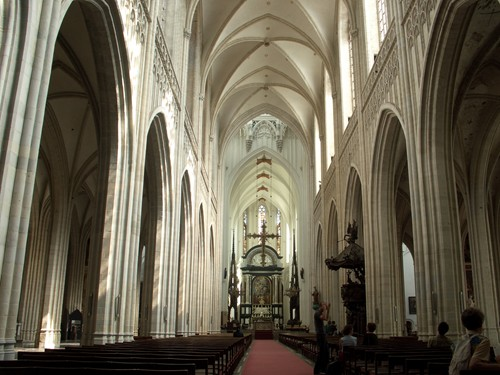
Nave interior

La catedral de Amberes (en neerlandés: Onze Lieve Vrouwekathedraal, lit. 'catedral de Nuestra Señora') se encuentra en Amberes, Bélgica, está dedicada a la Virgen María y es de estilo gótico.
Es la más grande de Bélgica y una de las iglesias góticas más importantes de Europa.
Es uno de los cinco principales edificios religiosos amberinos, junto con las iglesias de San Carlos Borromeo, San Andrés, Santiago y San Pablo.
Su gran torre campanario forma parte de un grupo de 56 torres y campanarios municipales de Bélgica y Francia declarados Patrimonio de la Humanidad de la Unesco desde 1999 (ID 943-002).

## Construcción

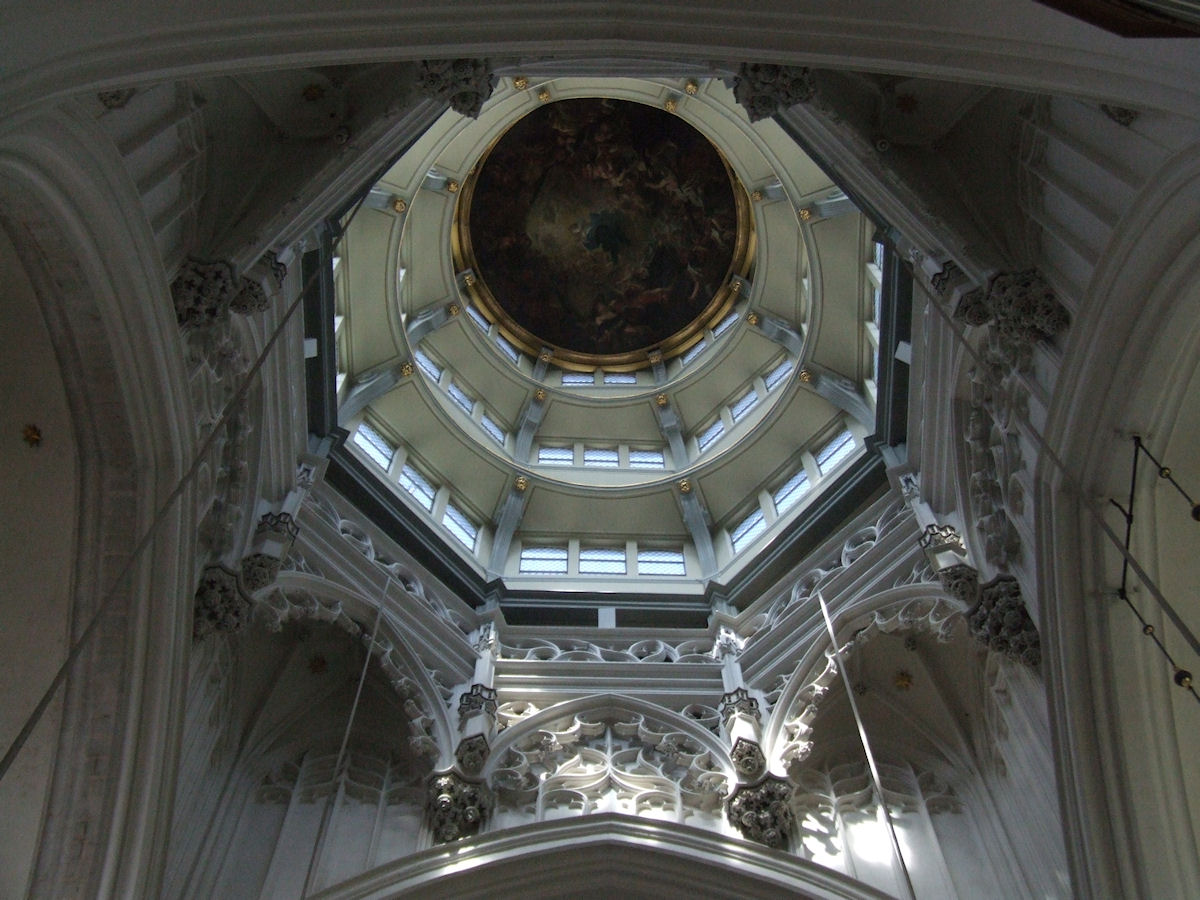
Vista interior de la catedral de Amberes

La Catedral de Amberes fue construida entre dos siglos, de 1352 a 1521, según el diseño de los arquitectos Jan y Pieter Appelmans. Es considerada una de las cimas del arte gótico brabantino.
Se siguieron los cánones de las técnicas brabantinas, esto es, su construcción comenzó por el coro.
Fue a finales del siglo XV cuando los hermanos De Waghemakere acabaron la obra agregando dos naves más a las cinco construidas un siglo antes.
La torre más elevada mide 123 metros de altura y fue financiada por la ciudad. Es la torre más alta de todo el Benelux.
Una segunda torre debía ser financiada por la parroquia pero por falta de dinero no alcanzó la altura prevista. Pieter Appelmans comenzó la construcción de esta torre en el año 1521, acabada nueve años más tarde.
El edificio actual reemplazó una antigua iglesia románica.
El emperador Carlos V tuvo la ambición de construir una de las mayores iglesias del mundo pero el incendio de 1533 frustró ese sueño.
En 1570, se creó la diócesis de Amberes que promocionó la iglesia en el estatuto de catedral.
Debido al mal estado de conservación que tuvo en un momento la Catedral, Amberes ha tenido que tomar una serie de medidas de restauración, que vienen realizándose desde el año 1965.
Gracias a estas obras, se han descubierto elementos que estaban ocultos, como nuevos frescos y sobre todo, la iglesia que existía en el lugar donde se construyó Nuestra Señora.

## Exposiciones
En esta catedral se celebran exposiciones artísticas, sobre todo de pinturas.
Cabe destacar la Edición V del ciclo de arte sacro Las Edades del Hombre, que versó sobre las creaciones artísticas de la época en que España y Flandes era un solo reino.

## Pinturas
Contiene algunas obras significativas del pintor barroco Peter Paul Rubens, así como de otros pintores como Otto van Veen, Jacob de Backer y Marten de Vos.
Merecen una mención especial las vidrieras de la nave central que datan del año 1537 y las obras de arte que se encuentran allí, como la Asunción de Cornelis Schut.
Sin embargo, la obra más conocida y admirada en la Catedral de Amberes es el Descendimiento de la Cruz de Rubens, considerada por algunos su obra maestra y una de las 7 maravillas de Bélgica con sus impresionantes dimensiones de 4,21m x 3,11m. Fue pintada en 1612 por encargo de la corporación de los mosqueteros, cuyo patrono es San Cristóbal.
En 1794 se la llevaron a París pero posteriormente, en el año 1815 la devolvieron.
Pero éstas no son las únicas obras de arte que la catedral alberga. También está un San Francisco de Asís de Murillo, el tríptico Cristo y los doctores de Frans I. Franken, el Juicio Final de Jacob de Backer y Sammeling o San Antonio de Quellin el Joven.
La Elevación de la Cruz es un tríptico que pintó Rubens después de un viaje por Roma y España, es un óleo sobre panel, con medidas de 4,60m × 3,40m para el panel central y 4,60m × 1,5m para los paneles laterales. Esta tabla fue diseñada para el altar mayor de la antigua iglesia de Santa Walburga y trasladada a la catedral en 1816.
La Asunción de la Virgen, también de  Rubens, es una pintura al óleo sobre lienzo realizado en 1625-1626, sobre un formato de 4,90m × 3,25m. Este cuadro fue ejecutado para sustituir el antiguo retablo eliminado en 1581.

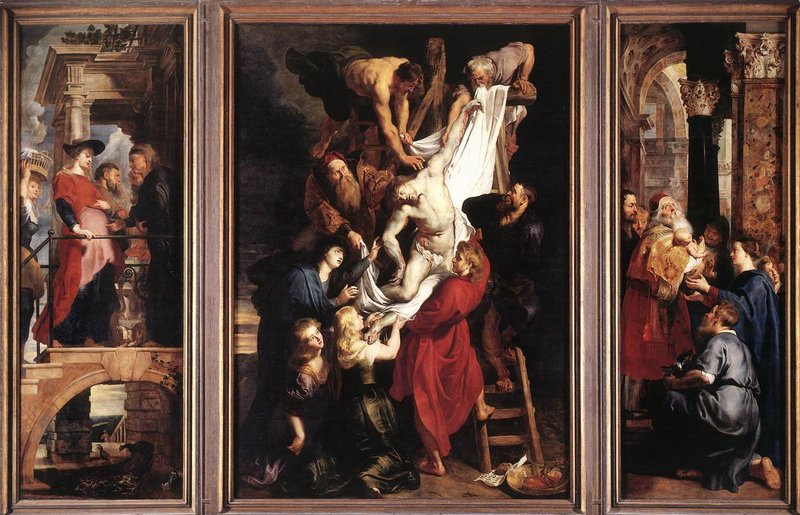
Descendimiento de la cruz, de Peter Paul Rubens - Catedral de Amberes.

La Resurrección de Cristo se completó en 1612 por Rubens en un panel, es un tríptico menor cuyo panel central es de 138 cm × 198 cm y cuyos dos paneles laterales son de 138 × 40 cm. Este cuadro es un epitafio a Jan Mortetus Plantin y Martina, dos miembros de la familia Moretus Plantin, los patrocinadores fueron representados en los paneles laterales.

## Órganos
Existen dos órganos en la catedral:
- El órgano Pierre Schyven de 1891, incluye la caja del año 1657 que fue diseñado por el pintor Erasmus Quellin II, adornada con estatuas de Pieter Verbruggen I
- El órgano de Metzler, Moderno del año 1993
- El órgano de Metzler, Moderno del año 1993